# Ángel Vicioso
Ángel Vicioso Arcos (Alhama de Aragón, Zaragoza, 13 de abril de 1977) es un ciclista español. Debutó como ciclista profesional en 1999 con el equipo Kelme-Costa Blanca. Destacaba como esprínter.

## Trayectoria
Tras un pasaje en 2011 en el equipo italiano Androni Giocattoli de categoría Profesional Continental, en 2012 fichó por el equipo ProTour ruso Katusha.
En 2013 fue suspendido por su equipo Katusha debido a su declaración como testigo en la Operación Puerto, al haber sido cliente de Eufemiano Fuentes. Según la versión del equipo, Vicioso les había dicho que no tendría que declarar cuando finalmente sí fue citado por la juez. Tras asistir al juicio, el Katusha decidió levantar la suspensión que lo mantuvo apartado del equipo durante ocho días.
Al final de la temporada 2017 anunció su retirada del ciclismo tras diecinueve temporadas como profesional y con 40 años de edad. Entonces se dedicó a dirigir una clínica podológica en Andorra que había inaugurado en el tramo final de su carrera.

## Palmarés
| 2000 - 1 etapa de la Vuelta a La Rioja 2001 - Gran Premio Miguel Induráin - Clásica de Sabiñánigo - 1 etapa de la Vuelta al Alentejo 2002 - Gran Premio Miguel Induráin - Klasika Primavera 2003 - 1 etapa de la Vuelta al País Vasco - 1 etapa de la Volta a Cataluña 2004 - 2 etapas de la Euskal Bizikleta 2005 - 2 etapas de la Euskal Bizikleta 2006 - 1 etapa de la Vuelta a Suiza 2007 - 1 etapa de la Vuelta al País Vasco - 1 etapa de la Vuelta a Asturias - 2 etapas de la Vuelta a la Comunidad de Madrid | 2008 - Vuelta a Asturias, más 1 etapa - 1 etapa de la Vuelta a la Comunidad de Madrid 2009 - 2 etapas de la Vuelta a Asturias 2010 - G. P. de Llodio - Vuelta a La Rioja - 1 etapa de la Vuelta a Asturias 2011 - G. P. Industria y Artigianato-Larciano - 1 etapa del Giro de Italia 2015 - Gran Premio Miguel Induráin 2016 - 2.º en el Campeonato de España en Ruta |

## Resultados en Grandes Vueltas y Campeonatos del Mundo
| Carrera         | Carrera         | 1999 | 2000 | 2001 | 2002 | 2003 | 2004 | 2005 | 2006 | 2007 | 2008 | 2009 | 2010 | 2011 | 2012 | 2013 | 2014 | 2015  | 2016  | 2017 |
| --------------- | --------------- | ---- | ---- | ---- | ---- | ---- | ---- | ---- | ---- | ---- | ---- | ---- | ---- | ---- | ---- | ---- | ---- | ----- | ----- | ---- |
|                 | Giro de Italia  | —    | 72.º | —    | 50.º | —    | —    | —    | —    | —    | —    | —    | —    | 71.º | 69.º | Ab.  | Ab.  | —     | —     | Ab.  |
|                 | Tour de Francia | —    | —    | —    | —    | Ab.  | Ab.  | 64.º | —    | —    | —    | —    | —    | —    | —    | —    | —    | —     | 129.º | —    |
|                 | Vuelta a España | —    | —    | 52.º | —    | 67.º | —    | 48.º | —    | —    | —    | —    | —    | —    | 95.º | 80.º | —    | 103.º | —     | —    |
| Mundial en Ruta | Mundial en Ruta | —    | —    | 23.º | —    | —    | —    | —    | —    | —    | —    | —    | —    | —    | —    | —    | —    | —     | —     | —    |

—: no participa

Ab.: abandono

## Equipos
- Kelme-Costa Blanca (1999-2002)
- ONCE-Eroski (2003)
- Liberty Seguros-Würth (2004-2006)
- Relax-GAM (2007)
- LA Aluminiosa-MSS (2008)
- Andalucía-Cajasur (2009-2010)
- Androni Giocattoli (2011)
- Katusha (2012-2017)
  - Team Katusha (2012-2016)
  - Team Katusha-Alpecin (2017)